# La delgada línea amarilla
La delgada línea amarilla (Nederlands: De dunne gele lijn) is een Mexicaanse film uit 2015, geregisseerd door Celso R. García.

## Verhaal
Vijf mannen worden ingehuurd om de gele middellijn van een weg te schilderen. Ze moeten meer dan 200 kilometer voltooien in minder dan vijftien dagen. Ze worden geconfronteerd met uitdagingen die hun leven voor altijd zullen veranderen. 

## Rolverdeling
| Acteur                | Personage |
| --------------------- | --------- |
| Damián Alcázar        | Toño      |
| Joaquín Cosio         | Gabriel   |
| Silverio Palacios     | Atayde    |
| Gustavo Sánchez Parra | Mario     |
| Américo Hollander     | Pablo     |

## Ontvangst

### Recensies
Op Rotten Tomatoes geeft 91% van de 11 recensenten de film een positieve recensie, met een gemiddelde score van 6,50/10.

### Prijzen en nominaties
De film won 15 prijzen en werd voor 27 andere genomineerd. Een selectie:
| Jaar | Evenement                | Categorie                  | Genomineerde                                     | Resultaat   |
| ---- | ------------------------ | -------------------------- | ------------------------------------------------ | ----------- |
| 2016 | Ariel (58ste uitreiking) | Beste film                 | La delgada línea amarilla                        | Genomineerd |
| 2016 | Ariel (58ste uitreiking) | Beste debuterend regisseur | Celso R. García                                  | Genomineerd |
| 2016 | Ariel (58ste uitreiking) | Beste acteur               | Damián Alcázar                                   | Genomineerd |
| 2016 | Ariel (58ste uitreiking) | Beste mannelijke bijrol    | Joaquín Cosio                                    | Genomineerd |
| 2016 | Ariel (58ste uitreiking) | Beste mannelijke bijrol    | Gustavo Sánchez Parra                            | Genomineerd |
| 2016 | Ariel (58ste uitreiking) | Beste mannelijke bijrol    | Silverio Palacios                                | Genomineerd |
| 2016 | Ariel (58ste uitreiking) | Beste origineel scenario   | Celso R. García                                  | Genomineerd |
| 2016 | Ariel (58ste uitreiking) | Beste camerawerk           | Emiliano Villanueva                              | Genomineerd |
| 2016 | Ariel (58ste uitreiking) | Beste montage              | Jorge García                                     | Genomineerd |
| 2016 | Ariel (58ste uitreiking) | Beste kostuums             | Gabriela Fernandez                               | Genomineerd |
| 2016 | Ariel (58ste uitreiking) | Beste filmmuziek           | Dan Zlotnik                                      | Genomineerd |
| 2016 | Ariel (58ste uitreiking) | Beste sound                | Sergio Diaz, Jaime Baksht, Gabriel Coll Barberis | Genomineerd |
| 2016 | Ariel (58ste uitreiking) | Beste speciale effecten    | Alejandro Vazquez                                | Genomineerd |